# Champdivers
Champdivers es una localidad y comuna francesa situada en la región de Franco Condado, departamento de Jura, en el distrito de Dole y cantón de Chemin.

## Demografía
| 257 | 264 | 243 | 385 | 403 | 435 | 440 |
| Para los censos de 1962 a 1999 la población legal corresponde a la población sin duplicidades (Fuente: INSEE [Consultar]) |     |     |     |     |     |     |